# 신연식
신연식(1976년 ~ )은 대한민국의 영화 감독이자 각본가, 영화 프로듀서이다.

## 작품

### 각본
- 2003년  영화  《좋은 배우》
- 2010년  영화  《페어 러브》
- 2013년  영화  《러시안 소설》
- 2014년  영화  《개를 훔치는 완벽한 방법》
- 2015년  영화  《조류인간》
- 2016년  영화  《프랑스 영화처럼》
- 2016년  영화  《동주》
- 2016년  영화  《시선 사이》
- 2017년  영화  《로마서 8:37》
- 2022년  영화  《카시오페아》
- 2023년  영화  《1승》
- 2023년 영화  《거미집》
- 2024년 드라마 《삼식이 삼촌》

### 감독
- 2003년  영화  《피아노 레슨》
- 2003년  영화  《좋은 배우》
- 2010년  영화  《페어 러브》
- 2012년  영화  《더 리플렉션》
- 2013년  영화  《러시안 소설》
- 2013년  영화  《배우는 배우다》
- 2015년  영화  《조류인간》
- 2015년  영화  《여자, 남자》
- 2015년  영화  《내 노래를 틀어줘》
- 2015년  영화  《과대망상자들》
- 2016년  영화  《프랑스 영화처럼》
- 2016년  영화  《시선 사이》
- 2016년  영화  《신연식이 수주와 파리로 간 까닭은?》
- 2017년  영화  《로마서 8:37》
- 2022년  영화  《카시오페아》
- 2023년  영화  《1승》
- 2024년 드라마 《삼식이 삼촌》

### 제작
- 2003년  영화  《좋은 배우》
- 2010년  영화  《페어 러브》
- 2013년  영화  《러시안 소설》
- 2016년  영화  《프랑스 영화처럼》
- 2016년  영화  《동주》
- 2017년  영화  《로마서 8:37》

### 제작투자
- 2010년  영화  《페어 러브》
- 2017년  영화  《로마서 8:37》

### 각색
- 2013년  영화  《배우는 배우다》

### 단역
- 2013년  영화  《배우는 배우다》 ... 영화사 대표 역
- 2015년  영화  《조류인간》 ... 출판사 직원 / 사냥꾼 1 역

### 공동투자
- 2015년  영화  《조류인간》

### 작사
- 2016년  영화  《프랑스 영화처럼》

### 작곡
- 2016년  영화  《프랑스 영화처럼》

### 도서
- 2010년  도서  《페어 러브》

## 수상
- 2012년 제17회 부산국제영화제 한국영화감독조합상 감독상 《러시안 소설》
- 2013년 제33회 한국영화평론가협회상 각본상 《러시안 소설》
- 2014년 제23회 부일영화상 각본상 《러시안 소설》
- 2016년 제3회 들꽃영화상 각본상 《조류인간》
- 2016년 제16회 디렉터스 컷 시상식 올해의 제작자상 《동주》
- 2016년 제25회 부일영화상 각본상 《동주》
- 2016년 제36회 한국영화평론가협회상 각본상 《동주》
- 2016년 제17회 부산영화평론가협회상 각본상 《동주》
- 2016년 제37회 청룡영화상 각본상 《동주》
- 2018년 제23회 춘사영화제 각본상 《로마서 8:37》

## 같이 보기
- 한국 영화